# Trepadeira-dos-chim
A trepadeira-dos-chim (Sitta victoriae) é uma espécie de ave da família Sittidae. Trata-se de uma trepadeira de pequeno porte, com 11,5 cm de comprimento, sem apresentar dimorfismo sexual. Assim como outras trepadeiras, possui as partes superiores cinza-azuladas, contrastando com as partes inferiores brancas na garganta, bochechas e peito, e laranja nas laterais, ventre e parte inferior do abdômen. Sua listra superciliar branca a distingue facilmente da trepadeira-do-himalaia [en] (S. himalayensis), uma espécie próxima tanto em termos sistemáticos quanto geográficos. Pouco se sabe sobre sua ecologia, mas ela se alimenta de pequenos insetos encontrados entre cascas e líquens, e a reprodução ocorre por volta de abril.
A trepadeira-dos-chim é endêmica do Nat Ma Taung, também conhecido como Monte Victoria, nas Colinas Chim do sul de Myanmar. Habita bosques antigos de carvalhos em altas elevações, geralmente acima de 2.600 m. A população da espécie é pouco conhecida, mas estima-se que conte com alguns milhares de indivíduos. Ela enfrenta ameaças devido à destruição de habitat causada por incêndios e pressão humana. Por esses motivos, a União Internacional para a Conservação da Natureza considera a ave uma espécie em perigo.

## Taxonomia
A trepadeira-dos-chim foi descrita em 1904 sob seu atual nome binomial, S. victoriae, pelo ornitólogo britânico e tenente-coronel George Rippon. O holótipo está depositado no Museu Britânico. O ornitólogo britânico tenente H. Wood visitou o Nat Ma Taung, também conhecido como Monte Victoria, durante o inverno de 1901–1902, sendo o primeiro a explorar as Colinas Chim em busca de aves. Rippon passou vários meses no Nat Ma Taung em 1904, coletando inúmeros espécimes em resposta às descobertas iniciais de Wood. A espécie é provavelmente filogeneticamente relacionada à trepadeira-do-himalaia (S. himalayensis), o que levou Richard Meinertzhagen [en] (em 1927), Ernst Mayr (em 1941) e Charles Vaurie (em 1957) a considerarem S. victoriae como uma subespécie de S. himalayensis. Contudo, Vaurie destacou que não havia evidências de intergradação entre a trepadeira do Nat Ma Taung e a das Colinas Mizo, nos Himalaias, a 180 km a nordeste do Nat Ma Taung. Em 1957, o ornitólogo britânico Simon Harrap sugeriu que o tamanho reduzido, as coberteiras inferiores da cauda sólidas e a listra superciliar branca marcada podem indicar uma relação próxima com a trepadeira-do-iunão [en] (Sitta yunnanensis). O ornitólogo alemão Hans Edmund Wolters [en] propôs a divisão do gênero Sitta em subgêneros entre 1975 e 1982, colocando a trepadeira-dos-chim em Sitta (Mesositta). Segundo o Congresso Ornitológico Internacional e Alan P. Peterson, não são reconhecidas subespécies.
Päckert e colegas (2020) estudaram o grupo circum-tibetano completo de clados, que eram grupo irmão de S. himalayensis e S. victoriae. Surpreendentemente, uma divisão profunda entre três espécimes de S. himalayensis igualou-se às divergências interespecíficas entre espécies do clado. Dentro do grupo europaea, a trepadeira-do-himalaia e a trepadeira-dos-chim não foram incluídas no estudo, mas parecem ser basais.
|  | Trepadeira-dos-chim (Sitta victoriae)            |
|  |                                                  |
|  | Trepadeira-do-himalaia [en] (Sitta himalayensis) |
|  |                                                  |

|  | Trepadeira-indiana (Sitta castanea) |
|  | |
|  | \| \| Trepadeira-de-barriga-castanha (Sitta cinnamoventris) \| \| \| \| \| \| Trepadeira-indochinesa [en] (Sitta neglecta) \| \| \| \| |
|  | |
|  | Trepadeira-de-barriga-castanha (Sitta cinnamoventris)                                                                                  |
|  | |
|  | Trepadeira-indochinesa [en] (Sitta neglecta)                                                                                           |
|  | |

|  | Trepadeira-de-barriga-castanha (Sitta cinnamoventris) |
|  |                                                       |
|  | Trepadeira-indochinesa [en] (Sitta neglecta)          |
|  |                                                       |

|  | Trepadeira-indiana (Sitta castanea) |
|  | |
|  | \| \| Trepadeira-de-barriga-castanha (Sitta cinnamoventris) \| \| \| \| \| \| Trepadeira-indochinesa [en] (Sitta neglecta) \| \| \| \| |
|  | |
|  | Trepadeira-de-barriga-castanha (Sitta cinnamoventris)                                                                                  |
|  | |
|  | Trepadeira-indochinesa [en] (Sitta neglecta)                                                                                           |
|  | |

|  | Trepadeira-de-barriga-castanha (Sitta cinnamoventris) |
|  |                                                       |
|  | Trepadeira-indochinesa [en] (Sitta neglecta)          |
|  |                                                       |

|  | Trepadeira-indiana (Sitta castanea) |
|  | |
|  | \| \| Trepadeira-de-barriga-castanha (Sitta cinnamoventris) \| \| \| \| \| \| Trepadeira-indochinesa [en] (Sitta neglecta) \| \| \| \| |
|  | |
|  | Trepadeira-de-barriga-castanha (Sitta cinnamoventris)                                                                                  |
|  | |
|  | Trepadeira-indochinesa [en] (Sitta neglecta)                                                                                           |
|  | |

|  | Trepadeira-de-barriga-castanha (Sitta cinnamoventris) |
|  |                                                       |
|  | Trepadeira-indochinesa [en] (Sitta neglecta)          |
|  |                                                       |

|  | Trepadeira-indiana (Sitta castanea) |
|  | |
|  | \| \| Trepadeira-de-barriga-castanha (Sitta cinnamoventris) \| \| \| \| \| \| Trepadeira-indochinesa [en] (Sitta neglecta) \| \| \| \| |
|  | |
|  | Trepadeira-de-barriga-castanha (Sitta cinnamoventris)                                                                                  |
|  | |
|  | Trepadeira-indochinesa [en] (Sitta neglecta)                                                                                           |
|  | |

|  | Trepadeira-de-barriga-castanha (Sitta cinnamoventris) |
|  |                                                       |
|  | Trepadeira-indochinesa [en] (Sitta neglecta)          |
|  |                                                       |

|  | Trepadeira-indiana (Sitta castanea) |
|  | |
|  | \| \| Trepadeira-de-barriga-castanha (Sitta cinnamoventris) \| \| \| \| \| \| Trepadeira-indochinesa [en] (Sitta neglecta) \| \| \| \| |
|  | |
|  | Trepadeira-de-barriga-castanha (Sitta cinnamoventris)                                                                                  |
|  | |
|  | Trepadeira-indochinesa [en] (Sitta neglecta)                                                                                           |
|  | |

|  | Trepadeira-de-barriga-castanha (Sitta cinnamoventris) |
|  |                                                       |
|  | Trepadeira-indochinesa [en] (Sitta neglecta)          |
|  |                                                       |

|  | Trepadeira-indiana (Sitta castanea) |
|  | |
|  | \| \| Trepadeira-de-barriga-castanha (Sitta cinnamoventris) \| \| \| \| \| \| Trepadeira-indochinesa [en] (Sitta neglecta) \| \| \| \| |
|  | |
|  | Trepadeira-de-barriga-castanha (Sitta cinnamoventris)                                                                                  |
|  | |
|  | Trepadeira-indochinesa [en] (Sitta neglecta)                                                                                           |
|  | |

|  | Trepadeira-de-barriga-castanha (Sitta cinnamoventris) |
|  |                                                       |
|  | Trepadeira-indochinesa [en] (Sitta neglecta)          |
|  |                                                       |

|  | Trepadeira-indiana (Sitta castanea) |
|  | |
|  | \| \| Trepadeira-de-barriga-castanha (Sitta cinnamoventris) \| \| \| \| \| \| Trepadeira-indochinesa [en] (Sitta neglecta) \| \| \| \| |
|  | |
|  | Trepadeira-de-barriga-castanha (Sitta cinnamoventris)                                                                                  |
|  | |
|  | Trepadeira-indochinesa [en] (Sitta neglecta)                                                                                           |
|  | |

|  | Trepadeira-de-barriga-castanha (Sitta cinnamoventris) |
|  |                                                       |
|  | Trepadeira-indochinesa [en] (Sitta neglecta)          |
|  |                                                       |

|  | Trepadeira-indiana (Sitta castanea) |
|  | |
|  | \| \| Trepadeira-de-barriga-castanha (Sitta cinnamoventris) \| \| \| \| \| \| Trepadeira-indochinesa [en] (Sitta neglecta) \| \| \| \| |
|  | |
|  | Trepadeira-de-barriga-castanha (Sitta cinnamoventris)                                                                                  |
|  | |
|  | Trepadeira-indochinesa [en] (Sitta neglecta)                                                                                           |
|  | |

|  | Trepadeira-de-barriga-castanha (Sitta cinnamoventris) |
|  |                                                       |
|  | Trepadeira-indochinesa [en] (Sitta neglecta)          |
|  |                                                       |

|  | Trepadeira-dos-chim (Sitta victoriae)            |
|  |                                                  |
|  | Trepadeira-do-himalaia [en] (Sitta himalayensis) |
|  |                                                  |

|  | Trepadeira-indiana (Sitta castanea) |
|  | |
|  | \| \| Trepadeira-de-barriga-castanha (Sitta cinnamoventris) \| \| \| \| \| \| Trepadeira-indochinesa [en] (Sitta neglecta) \| \| \| \| |
|  | |
|  | Trepadeira-de-barriga-castanha (Sitta cinnamoventris)                                                                                  |
|  | |
|  | Trepadeira-indochinesa [en] (Sitta neglecta)                                                                                           |
|  | |

|  | Trepadeira-de-barriga-castanha (Sitta cinnamoventris) |
|  |                                                       |
|  | Trepadeira-indochinesa [en] (Sitta neglecta)          |
|  |                                                       |

|  | Trepadeira-indiana (Sitta castanea) |
|  | |
|  | \| \| Trepadeira-de-barriga-castanha (Sitta cinnamoventris) \| \| \| \| \| \| Trepadeira-indochinesa [en] (Sitta neglecta) \| \| \| \| |
|  | |
|  | Trepadeira-de-barriga-castanha (Sitta cinnamoventris)                                                                                  |
|  | |
|  | Trepadeira-indochinesa [en] (Sitta neglecta)                                                                                           |
|  | |

|  | Trepadeira-de-barriga-castanha (Sitta cinnamoventris) |
|  |                                                       |
|  | Trepadeira-indochinesa [en] (Sitta neglecta)          |
|  |                                                       |

|  | Trepadeira-indiana (Sitta castanea) |
|  | |
|  | \| \| Trepadeira-de-barriga-castanha (Sitta cinnamoventris) \| \| \| \| \| \| Trepadeira-indochinesa [en] (Sitta neglecta) \| \| \| \| |
|  | |
|  | Trepadeira-de-barriga-castanha (Sitta cinnamoventris)                                                                                  |
|  | |
|  | Trepadeira-indochinesa [en] (Sitta neglecta)                                                                                           |
|  | |

|  | Trepadeira-de-barriga-castanha (Sitta cinnamoventris) |
|  |                                                       |
|  | Trepadeira-indochinesa [en] (Sitta neglecta)          |
|  |                                                       |

|  | Trepadeira-indiana (Sitta castanea) |
|  | |
|  | \| \| Trepadeira-de-barriga-castanha (Sitta cinnamoventris) \| \| \| \| \| \| Trepadeira-indochinesa [en] (Sitta neglecta) \| \| \| \| |
|  | |
|  | Trepadeira-de-barriga-castanha (Sitta cinnamoventris)                                                                                  |
|  | |
|  | Trepadeira-indochinesa [en] (Sitta neglecta)                                                                                           |
|  | |

|  | Trepadeira-de-barriga-castanha (Sitta cinnamoventris) |
|  |                                                       |
|  | Trepadeira-indochinesa [en] (Sitta neglecta)          |
|  |                                                       |

|  | Trepadeira-indiana (Sitta castanea) |
|  | |
|  | \| \| Trepadeira-de-barriga-castanha (Sitta cinnamoventris) \| \| \| \| \| \| Trepadeira-indochinesa [en] (Sitta neglecta) \| \| \| \| |
|  | |
|  | Trepadeira-de-barriga-castanha (Sitta cinnamoventris)                                                                                  |
|  | |
|  | Trepadeira-indochinesa [en] (Sitta neglecta)                                                                                           |
|  | |

|  | Trepadeira-de-barriga-castanha (Sitta cinnamoventris) |
|  |                                                       |
|  | Trepadeira-indochinesa [en] (Sitta neglecta)          |
|  |                                                       |

|  | Trepadeira-indiana (Sitta castanea) |
|  | |
|  | \| \| Trepadeira-de-barriga-castanha (Sitta cinnamoventris) \| \| \| \| \| \| Trepadeira-indochinesa [en] (Sitta neglecta) \| \| \| \| |
|  | |
|  | Trepadeira-de-barriga-castanha (Sitta cinnamoventris)                                                                                  |
|  | |
|  | Trepadeira-indochinesa [en] (Sitta neglecta)                                                                                           |
|  | |

|  | Trepadeira-de-barriga-castanha (Sitta cinnamoventris) |
|  |                                                       |
|  | Trepadeira-indochinesa [en] (Sitta neglecta)          |
|  |                                                       |

|  | Trepadeira-indiana (Sitta castanea) |
|  | |
|  | \| \| Trepadeira-de-barriga-castanha (Sitta cinnamoventris) \| \| \| \| \| \| Trepadeira-indochinesa [en] (Sitta neglecta) \| \| \| \| |
|  | |
|  | Trepadeira-de-barriga-castanha (Sitta cinnamoventris)                                                                                  |
|  | |
|  | Trepadeira-indochinesa [en] (Sitta neglecta)                                                                                           |
|  | |

|  | Trepadeira-de-barriga-castanha (Sitta cinnamoventris) |
|  |                                                       |
|  | Trepadeira-indochinesa [en] (Sitta neglecta)          |
|  |                                                       |

|  | Trepadeira-indiana (Sitta castanea) |
|  | |
|  | \| \| Trepadeira-de-barriga-castanha (Sitta cinnamoventris) \| \| \| \| \| \| Trepadeira-indochinesa [en] (Sitta neglecta) \| \| \| \| |
|  | |
|  | Trepadeira-de-barriga-castanha (Sitta cinnamoventris)                                                                                  |
|  | |
|  | Trepadeira-indochinesa [en] (Sitta neglecta)                                                                                           |
|  | |

|  | Trepadeira-de-barriga-castanha (Sitta cinnamoventris) |
|  |                                                       |
|  | Trepadeira-indochinesa [en] (Sitta neglecta)          |
|  |                                                       |

## Descrição

Comparação entre a cauda da trepadeira-do-himalaia (S. himalayensis), à esquerda, e da trepadeira-dos-chim (S. victoriae), à direita.

A trepadeira-dos-chim é uma ave pequena, medindo 11,5 cm de comprimento. A corda máxima mede de 68 a 73 mm nos machos e de 67 a 69 mm nas fêmeas. A cauda tem de 36 a 37 mm, o bico de 15 a 16 mm, e o tarso de 14 a 16 mm. O peso é desconhecido, mas a trepadeira-chinesa [en] e a trepadeira-azul-do-canadá, que também medem 11,5 cm, pesam em média 11,3 g e de 8 a 12,7 g, respectivamente.
As partes superiores da trepadeira-dos-chim são cinza-azuladas e opacas. As partes inferiores são brancas da garganta ao peito inferior, mas o ventre é laranja, com a parte inferior e a base da cauda vermelho-claras e as laterais mais escuras. Possui testa, sobrancelhas e loros brancos, com uma linha preta atrás do olho, que se alarga na nuca. As bochechas são tão brancas quanto a garganta, mas a parte posterior da bochecha é laranja, com uma mancha branca nas coberturas paróticas. Não foi observado dimorfismo sexual, e os filhotes podem ser distinguidos pelas laterais vermelho-laranja mais claras. O bico é preto na ponta e cinza-ardósia na base; o cúlmen e a mandíbula inferior são vermelho-acastanhados ou marrom-escuros, mais claros. As coxas são cinzentas, e as pernas são opacas, marrom-amareladas ou verde-oliva.
A trepadeira-dos-chim pode ser confundida com a trepadeira-do-himalaia, que pode habitar as mesmas áreas, mas é rara onde a trepadeira-dos-chim vive. Adultos com plumagem nova apresentam uma listra superciliar branca estreita (até a parte posterior das coberteiras auriculares). As penas centrais da cauda da trepadeira-dos-chim são cinza-claras na ponta e brancas na maior parte da base, o que a distingue da trepadeira-do-himalaia, na qual o branco é relativamente escasso. Ela possui uma faixa ocular preta estreita que se alarga significativamente no manto superior. A trepadeira-dos-chim também pode ser reconhecida por suas sobrancelhas e testa brancas e pelo forte contraste entre o branco do peito e as laterais vermelho-escuras. Além disso, seu bico é mais curto e fino.

## Ecologia e comportamento

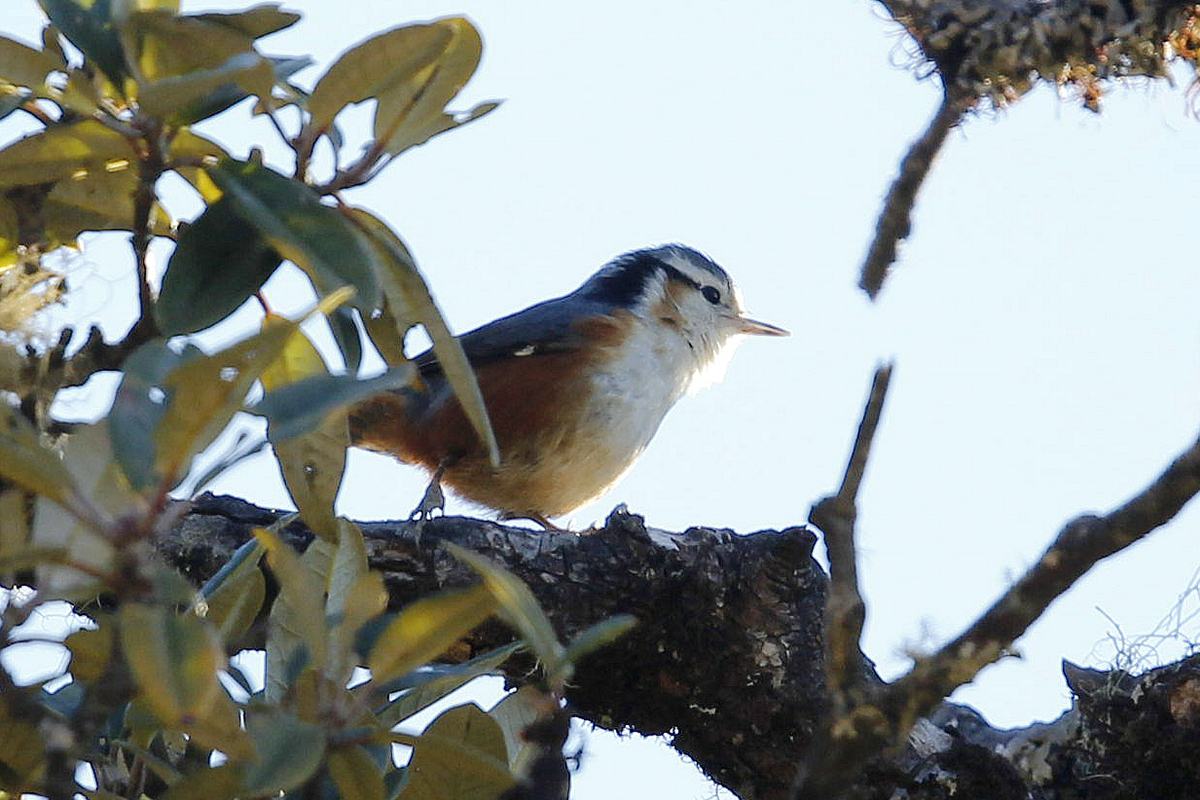
Trepadeira-dos-chim no galho de uma árvore.

### Vocalizações
O canto é emitido em intervalos irregulares e consiste em um simples pit ou plit. A trepadeira-dos-chim também produz um insistente pii, pii, pii... com 2,5 a 3,5 notas por segundo, emitidas de forma mais ou menos regular. Harrap relata um possível canto, composto por 9 a 12 unidades a 9 notas por segundo, consistindo em um whi-whi-whi.... O canto clássico é um trinado lento e suave composto por dísticos tuwi emitidos a uma taxa de 4 dísticos por segundo, produzidos em uma estrofe de 1,5 segundos com intensidade crescente: tuwi-tuwi-tuwi-tuwi-tuwi-tuwit.

### Alimentação
A trepadeira-dos-chim é geralmente vista sozinha ou em pares. Alimenta-se de pequenos insetos encontrados em epífitas que crescem em carvalhos ou em cavidades na casca. Geralmente explora os galhos externos, mas também pode prospectar em galhos mais internos ou no tronco. As espécies vegetais exploradas incluem Quercus semecarpifolia [en] em metade do tempo, mas também Rhododendron arboreum, e, em menor grau, Lyonia ovalifolia [en], Lithocarpus dealbatus, Pinus kesiya e Alnus nepalensis [en].

### Reprodução
Pouco se sabe sobre a reprodução da trepadeira-dos-chim. O ornitólogo de Myanmar Thet Zaw Naing relatou em 2003 a observação de três ninhos entre meados de março e início de abril do ano anterior. Dois ninhos estavam localizados em cavidades de galhos internos de Quercus semecarpifolia, a 4 m e 10 m de altura; o terceiro foi colocado no tronco de Rhododendron arboreum, a 6 m de altura. O primeiro ninho citado foi escavado apenas pela fêmea, e sua entrada não foi selada, ao contrário do que várias outras espécies de trepadeiras costumam fazer. Apenas as fêmeas parecem alimentar os filhotes. Em abril, foram observados três bandos, cada um com dois jovens maduros.

## Distribuição e habitat

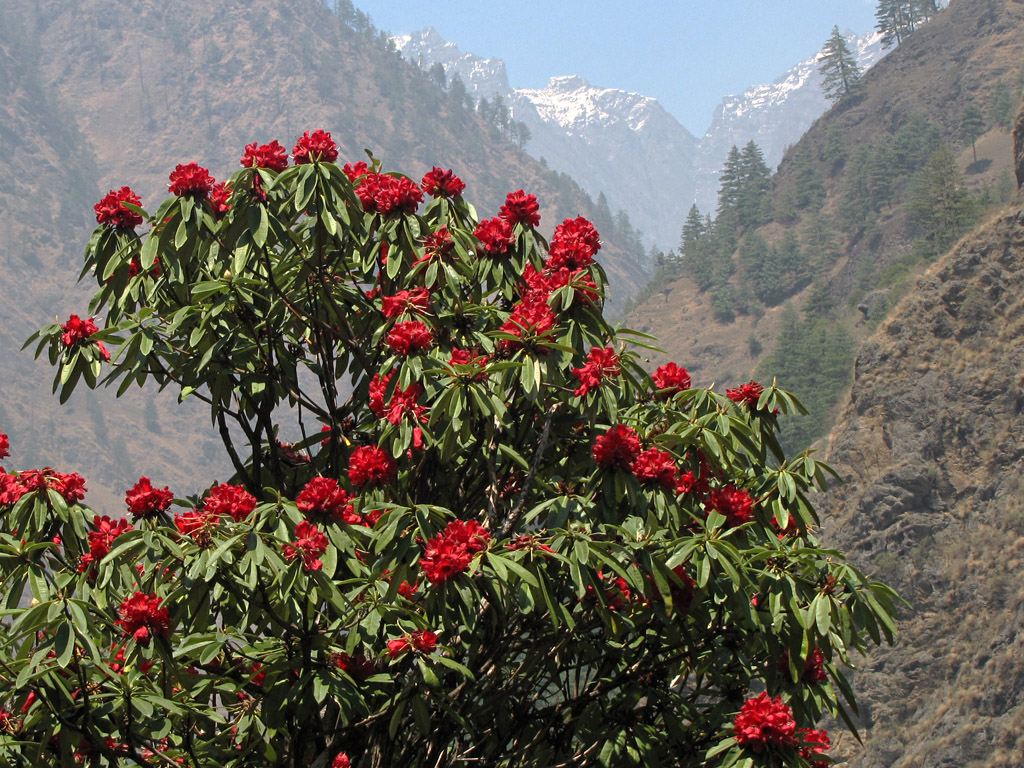
Rhododendron arboreum pode ser visitada pela trepadeira, tanto para se alimentar como para nidificar.

A trepadeira-dos-chim é endêmica do oeste de Myanmar. Na parte sul das Colinas Chim, é encontrada atualmente no Nat Ma Taung, a cerca de 3.070 m de altitude, e 22 km a noroeste, na primavera de 1995, perto de Mindat.
A trepadeira-dos-chim evita florestas puras de Pinus kesiya e é encontrada em bosques antigos de carvalhos cobertos de líquens, no clima alpino. Assim, foi observada a uma altitude superior a 2.600 m em 1940 e acima de 2.700 m na primavera de 1995. No entanto, durante a descrição da espécie em 1904, Rippon relatou a coleta de seis aves entre 2.285 e 2.745 m de altitude, de 22 de março a 30 de abril; pode haver, portanto, uma dispersão altitudinal sazonal, com as aves deixando altitudes mais altas durante o inverno.
O habitat da trepadeira-dos-chim consiste principalmente de carvalhos Quercus semecarpifolia, cobertos por plantas epífitas, líquens, musgos, orquídeas e samambaias.

## Estado e ameaças
A trepadeira-dos-chim é uma das quatro espécies de aves endêmicas de Myanmar, sendo as outras a pega-de-capuz (Crypsirina cucullata), a cotovia-birmanesa (Mirafra microptera) e o zaragateiro-de-papo-branco [en] (Turdoides gularis). Os registros da espécie na literatura são muito esparsos: 14 aves foram observadas em 1995, cinco durante duas semanas em abril de 2000, e 45 durante quatro meses de trabalho de campo entre 2001 e 2003. Em 2007, pesquisas nas Colinas Chim não registraram observações desta trepadeira, sugerindo que a espécie é altamente endêmica da região do Nat Ma Taung. Essas observações, combinadas com dados de densidade e distribuição, indicam uma população de 2.500 a 10.000 indivíduos maduros, totalizando 3.500 a 15.000 indivíduos.
No Nat Ma Taung, a floresta foi completamente desmatada até 2.000 m, e os habitats remanescentes entre 2.000 e 2.500 m estão severamente degradados. Cerca de 12.000 pessoas vivem no Parque Nacional Natmataung, e armadilhas e incêndios aumentam as ameaças à espécie. A população, estimada em alguns milhares de indivíduos, está em declínio. A espécie é legalmente protegida por uma lei de Myanmar de 1994 (Lei de Proteção da Vida Selvagem e Conservação de Áreas Naturais), mas não há medidas de proteção implementadas, incluindo o desestímulo à destruição de seu habitat. A área de distribuição é estimada em 820 km² pela BirdLife International. Por esses motivos, a espécie é considerada em perigo pela União Internacional para a Conservação da Natureza.